# Modave
Modave là một đô thị của Bỉ. Đô thị này tọa lạc ở vùng Walloon, tỉnh Liege. Tại thời điểm ngày 1 tháng 1 năm 2006 Modave có dân số 3.722 người. Tổng diện tích là 40,37 km² với mật độ dân số là 92 người trên mỗi km². "Château des Comtes de Marchin" hay lâu đài Modave tọa lạc ở gần Modave. Rennequin Sualem đã dựng mô hình Machine de Marly mà ông phát minh ra.